# Championnat de France de football de deuxième division 1980-1981
Navigation
Division 2 1979-1980 Division 2 1981-1982
Le Championnat de France de football Division 2 1980-1981 a vu la victoire du Stade brestois.

## Les 36 clubs participants
| Groupe A - Gazélec Ajaccio - AS Angoulême - Olympique avignonnais - Racing Club Franc-Comtois de Besançon - Association Sportive de Béziers - Association sportive de Cannes football - AS Corbeil-Essonnes - FC Gueugnon - Football Club Association Sportive de Grenoble - AS Libourne - Olympique de Marseille - FC Martigues - EDS Montluçon - Montpellier PSC - SR Saint-Dié - US Tavaux - CS Thonon - Toulouse FC |  | Groupe B - Sporting Club Abbeville - Amicale de la Jeunesse Blésoise - Stade brestois - SM Caen - La Berrichonne de Châteauroux - USL Dunkerque - EA Guingamp - Le Havre Athletic Club - Limoges FC - UES Montmorillon - Union Sportive de Nœux-les-Mines - Union Sportive d'Orléans - Paris Football Club - Stade Quimpérois - Stade de Reims - Stade rennais FC - FC Rouen - Thionville FC |

## Classement final Groupe A[1]
| Rang | Équipe                 | Pts | J  | G  | N  | P  | Bp | Bc | Diff |
| ---- | ---------------------- | --- | -- | -- | -- | -- | -- | -- | ---- |
| 1    | Montpellier PSC        | 50  | 34 | 21 | 8  | 5  | 54 | 17 | +37  |
| 2    | Toulouse FC            | 47  | 34 | 20 | 7  | 7  | 66 | 30 | +36  |
| 3    | RCFC Besançon          | 47  | 34 | 20 | 7  | 7  | 57 | 24 | +33  |
| 4    | AS Béziers             | 43  | 34 | 18 | 7  | 9  | 50 | 34 | +16  |
| 5    | AS d'Angoulême         | 42  | 34 | 16 | 10 | 8  | 46 | 24 | +22  |
| 6    | Olympique de Marseille | 39  | 34 | 16 | 7  | 11 | 40 | 33 | +7   |
| 7    | CS Thonon              | 37  | 34 | 14 | 9  | 11 | 40 | 39 | +1   |
| 8    | FC Gueugnon            | 36  | 34 | 14 | 8  | 12 | 43 | 32 | +11  |
| 9    | AS Cannes              | 35  | 34 | 13 | 9  | 12 | 42 | 36 | +6   |
| 10   | FC Martigues           | 33  | 34 | 13 | 7  | 14 | 42 | 44 | -2   |
| 11   | SR Saint-Dié           | 29  | 34 | 10 | 9  | 15 | 31 | 42 | -11  |
| 12   | Gazélec Ajaccio        | 28  | 34 | 6  | 16 | 12 | 23 | 41 | -18  |
| 13   | FCAS Grenoble          | 28  | 34 | 11 | 6  | 17 | 33 | 52 | -19  |
| 14   | AS Libourne            | 27  | 34 | 8  | 11 | 15 | 32 | 49 | -17  |
| 15   | EDS Montluçon          | 25  | 34 | 10 | 5  | 19 | 29 | 53 | -24  |
| 16   | US Tavaux              | 24  | 34 | 6  | 12 | 16 | 31 | 49 | -18  |
| 17   | Olympique avignonnais  | 21  | 34 | 7  | 7  | 20 | 37 | 66 | -29  |
| 18   | AS Corbeil-Essonnes    | 21  | 34 | 6  | 9  | 19 | 31 | 62 | -31  |

 Victoire à 2 points

## Classement final Groupe B[1]
| Rang | Équipe            | Pts | J  | G  | N  | P  | Bp | Bc | Diff |
| ---- | ----------------- | --- | -- | -- | -- | -- | -- | -- | ---- |
| 1    | Stade brestois    | 49  | 34 | 20 | 9  | 5  | 59 | 25 | +34  |
| 2    | US Nœux-les-Mines | 44  | 34 | 18 | 8  | 8  | 48 | 28 | +20  |
| 3    | FC Rouen          | 42  | 34 | 16 | 10 | 8  | 43 | 31 | +12  |
| 4    | Stade rennais FC  | 40  | 34 | 16 | 8  | 10 | 41 | 30 | +11  |
| 5    | LB Châteauroux    | 40  | 34 | 15 | 10 | 9  | 50 | 44 | +6   |
| 6    | Thionville FC     | 37  | 34 | 13 | 11 | 10 | 44 | 37 | +7   |
| 7    | EA Guingamp       | 35  | 34 | 12 | 11 | 11 | 38 | 35 | +3   |
| 8    | Le Havre AC       | 35  | 34 | 13 | 9  | 12 | 32 | 33 | -1   |
| 9    | US Orléans        | 33  | 34 | 13 | 7  | 14 | 45 | 43 | +2   |
| 10   | Stade de Reims    | 32  | 34 | 13 | 6  | 15 | 55 | 56 | -1   |
| 11   | SC Abbeville      | 31  | 34 | 9  | 13 | 12 | 44 | 48 | -4   |
| 12   | AAJ Blois         | 30  | 34 | 9  | 12 | 13 | 34 | 45 | -11  |
| 13   | Stade Quimpérois  | 30  | 34 | 10 | 10 | 14 | 27 | 39 | -12  |
| 14   | Limoges FC        | 29  | 34 | 11 | 7  | 16 | 32 | 48 | -16  |
| 15   | Paris FC          | 28  | 34 | 9  | 10 | 15 | 36 | 34 | +2   |
| 16   | USL Dunkerque     | 28  | 34 | 10 | 8  | 16 | 34 | 42 | -8   |
| 17   | UES Montmorillon  | 27  | 34 | 9  | 9  | 16 | 38 | 49 | -11  |
| 18   | SM Caen           | 22  | 34 | 6  | 10 | 18 | 25 | 58 | -33  |

 Victoire à 2 points

## Barrages
- Match entre deuxième : US Nœux-les-Mines - Toulouse FC 2-0 / 0-5 (2-5)
- Barrage D1-D2 : FC Tours (D1) - Toulouse FC (D2) 1-0 / 2-2 (3-2)
- Match des champions : Montpellier HSC - Stade brestois 2-3 / 0-2 (2-5)

## Tableau d'honneur
- Montent en D1 : Montpellier HSC, Stade brestois
- Descendent en D2 : Nîmes Olympique, SCO Angers
- Montent en D2 : SC Toulon, Club Sportif de Fontainebleau, CS Cuiseaux-Louhans, FC Mulhouse, Stade Français 92, Calais RUFC
- Descendent en D3 : UES Montmorillon, SM Caen, US Tavaux, Olympique avignonnais, AS Corbeil-Essonnes
- Descend en D4 : Thionville FC

## Buteurs
| Place | Joueur           | Nationalité | Club                    | Buts | Groupe |
| ----- | ---------------- | ----------- | ----------------------- | ---- | ------ |
| 1er   | Robert Pintenat  | France      | Toulouse FC             | 32   | Gr A   |
| 2e    | Marcel Campagnac | France      | Sporting Club Abbeville | 22   | Gr B   |
| 3e    | Patrice Garande  | France      | US Orléans              | 16   | Gr B   |
| 4e    | Pierre Sither    | France      | LB Châteauroux          | 18   | Gr B   |
| -     | Patrick Martet   | France      | Stade brestois          | 18   | Gr B   |